# أنابيل بوتشر
أنابيل بوتشر (Annabelle Boettcher) هي أستاذة في العلوم سياسية وباحثة في العالم الإسلامي، درست في تولوز (فرنسا) وميونيخ وفرايبورغ حيث حصلت على درجة الماجستير ثم تابعت دراسة الدكتوراه لمدة أربع سنوات في المعهد الفرنسي في دمشق (سوريا)، وواصلت دراسات ما بعد الكتوراه في برلين. أصبحت بعد ذلك أستاذة أو باحثة في عدة جامعات في برلين وهارفرد في بوسطن والسوربون في باريس وإندونيسيا وفيينا. كما أصبحت مستشارة في معاهد خاصة ودولية.  وتساهم بكتاباتها في الصحيفة السويسرية الألمانية «نيو زوريشر تسايتونج».
عملت أنابيل من عام (2005 – 2015) كمحللة ومستشارة في اللجنة الدولية للصليب الأحمر في العراق واليمن وبنغلادش وسويسرا والأردن ولبنان وسوريا وتركيا. أما في الوقت الحالي فهي أستاذة في جامعة برلين الحرة، وباحثة أولى في مستشفى جامعي شاريتي (Charité)، وأستاذة زائرة في جامعة جنوب الدنمارك SDU (SDU).

## الكتب
- السياسة الدينية السورية في عهد الأسد، فرايبورج: معهد أرنولد بيرغ شترايسر.1998
- الإسلام الشيعي والسني الرسمي في سوريا، سلسلة أوراق عمل EUI ، برنامج البحر الابيض المتوسط، مركز روبرت شومان للدراسات المتقدمة، معهد الجامعة الأوروبية في سان دومينيكو دي فيسولي، إيطاليا. 2002 [20]
- بجوال وعمامة. الشيخ ناظم قبرصي وشبكته الدولية. فورتسبورغ، دار نشر ايرجون (= Mitteilungen zur Sozial- und Kulturgeschichte der islamischen Welt. Bd. 31). Ergon, Würzburg 2011, (Habilitationsschrift, FU Berlin, 2006). [21]
- الإسلام السنة في سوريا في عهد حافظ الأسد. تشرين الثاني. E-book, Kindle-Amazon Edition, November 2015.[22]
- سياسة الإسلام في سوريا من 1961 حتى 1996. وهي نسخة معاد طباعتها عن كتاب، السياسة الدينية في سورية في عهد الأسد، ليتم نشرها E-Buch. Kindle-Amazon Edition, October 2015. [23]

## الروابط خارجية
- نصوص عن أنابيل بوتشر في فهرس مكتبة ألمانيا الوطنية
- Annabelle Boettcher at FU Berlin
- https://web.archive.org/web/20140108150343/http://www.fu-berlin.de/presse/publikationen/fundiert/2006_02/06_02_boettcher/index.html
- أنابيلا بوتشر: بجوال وعمامة. الشيخ ناظم قبرصي وشبكته الدولية. فورتسبورغ، دار نشر ايرجون 2013
- Michaela Lehmann: „Ziemlich angenervt“. Angestaubte Islamwissenschaft, Spiegel Online Unispiegel, 18 April 2003